# Ocotea pseudopalmana
Ocotea pseudopalmana är en lagerväxtart som beskrevs av W. Burger. Ocotea pseudopalmana ingår i släktet Ocotea och familjen lagerväxter. Inga underarter finns listade i Catalogue of Life.